# Guhanika Landen
Landen Guhanika, De son vrai nom Irenge Guhanika Benjamin né le 16 mai 2003 à Bukavu à l'est de la République démocratique du Congo, est un scénariste, dessinateur, illustrateur et graphiste. Il est l'un des dessinateurs de Bande dessinée actifs dans la province du Sud-Kivu ,,.

## Œuvres

### Bandes dessinées (BD)
- Aki et Katikati, 2020[7]
- Les drames de Gatete, 2022 [8]
- Les souvenirs de Gatete
- Mushamuka face à la biodiversité